# 2005年亚速尔亚热带风暴
2005年亚速尔亚热带风暴（英語：2005 Azores subtropical storm）是创纪录的2005年大西洋飓风季期间第十九个可以命名的风暴，不过由于在操作上将其归类为非热带低气压，美国国家飓风中心并没有给之命名。这场风暴于10月4日由大西洋东部一片具有亚热带特征的低气压区发展而成，持续的时间很短，10月4日穿过亚速尔群岛后不久就在10月5日重新转变成温带气旋，没有出现任何因这场风暴造成破坏或人员伤亡的报道。系统残余之后由一股冷锋吸收，之后转变成了飓风文斯，这场飓风对伊比利亚半岛产生了影响。
2005年大西洋飓风季结束数月之后，美国国家飓风中心对飓风季及期间出现的所有获得命名的气旋进行回顾，气象预报员杰克·贝文（Jack Beven）和埃里克·布雷克（Eric Blake）确认了这个之前没有发现的亚热带风暴存在。虽然其生成位置不同寻常，并且风场也异常之宽，但系统还是有着层次分明的对流中心围绕在暖心周围，这正是亚热带风暴的标志。

## 气象历史
这个天气系统源于9月28日加那利群岛以西海域的一股上层低气压，之后几天里低气压逐渐组织起来，产生了几次对流爆发。系统核心为冷心，并因此保持着非热带状态并逐渐向西北偏西方向移动，于10月3日在亚速尔群岛的圣米格尔岛西南方面约740公里洋面发展成一片广阔的低气压区。10月4日清晨，低气压区已经组织起来，对流也有所增加，系统发展成亚热带低气压，同时转向东北进入一片迎面而来冷锋前沿的暖区并增强为亚热带风暴。接下来风暴继续向东北行进并有小幅增强，于当晚在接近亚速尔群岛的过程中达到风速每小时85公里的最高强度。经过群岛后风暴略有减弱并转向东北偏北，10月5日清晨，这股亚热带风暴因为和冷锋之间的相互作用而转变成温带气旋，并于当天晚些时候完全由冷锋吸收。由冷锋吸收后形成的新系统和逐渐瓦解的锋面系统分离，于10月8日转变成亚热带风暴文斯，之后发展成飓风文斯，这场飓风对伊比利亚半岛产生了影响。
起初气象部门并没有发现这个天气系统曾经拥有亚热带特征，但飓风季之后的多个发现都确认系统的确发展成了亚热带风暴。首先是云层格局，其中心有深层对流环绕，并且组织性良好，环流中心层次分明。其次，系统核心更接近于热带气旋的暖心，与温带气旋的冷心相反。这一暖心本质也意味着天气系统上没有暖锋或冷锋依附，所以风暴前方和后方的温度都没有变化，直到与风暴没有关联的冷锋经过亚速尔群岛时才改变这一情况。卫星图像表明系统中曾存在暖心，因此曾短暂成为热带风暴，但大范围的风场以及上层槽的存在都确认这还只是一个亚热带风暴。

## 影响、分类和纪录
亚速尔群岛部分区域，特别是偏西面的岛屿报告出现了热带风暴强度的大风，其中圣玛丽亚岛（Santa Maria Island）报告了这场风暴产生的最强风速，其十分钟持续风速为每小时79公里，阵风时速则达到94公里。蓬塔德爾加達的持续风速为每小时61公里，记录下的最高阵风时速达到85公里，不过没有出现因这场风暴而造成破坏和人员伤亡的报道。
这场风暴起初没有归类为亚热带风暴，这一情况一直到2006年4月10日美国国家飓风中心进行重新评估后才得以改变。该部门每年都会对过去的飓风季进行重新分析，根据那些之前操作时未能获得，之后才新发现的数据对风暴历史做出频繁的变更。如果这场风暴当时就有发现，那么将命名为亚热带风暴泰米（Tammy），而10月4日之后形成的风暴名称也都将变更为其后的一个名字。飓风威尔玛将会命名成“阿尔法”（Alpha），因为标准的命名名称就是从到为止，之后的风暴将使用希腊字母命名。系统于10月4日增强成热带风暴，刷新了飓风季中形成时间最早的第19个热带或亚热带风暴纪录，但紀錄被2020年大西洋颶風季的颶風特迪打破。之前的纪录由1933年大西洋飓风季一个没有命名的天气系统保持，于1933年10月25日形成。此外，这也是有纪录以来第4次在一年大西洋飓风季中形成的风暴数量达到19个。